# Suaita
Suaita est une municipalité située dans le département de Santander en Colombie.

## Géographie
Suaita est délimité au nord par les municipalités de Guadalupe et de Oiba, à l'est par Charalá, au sud par Gámbita et le département de Boyacá (municipalités de Santana et de Chitaraque) et à l'ouest par San Benito.

## Administration
Suaita compte quatre corregimientos: Olival, San José de Suaita, Vado Real et Tolotá, ainsi que douze veredas.